# Stefan Pribanovic
Stefan Pribanovic (* 28. April 1997) ist ein österreichischer Fußballspieler. Zuletzt stand er beim Chemnitzer FC unter Vertrag. 

## Karriere
Pribanovic begann seine Karriere beim SV Reutte. 2011 kam er in die AKA Tirol, in der er bis 2016 spielte. Im August 2015 debütierte er für die Zweitmannschaft des FC Wacker Innsbruck in der Regionalliga, als er am dritten Spieltag der Saison 2015/16 gegen den FC Kufstein in der Startelf stand und in der Halbzeitpause durch Sabahudin Kolakovic ersetzt wurde.
Im Mai 2017 stand er gegen den FC Blau-Weiß Linz erstmals im Kader der ersten Mannschaft von Wacker Innsbruck, kam allerdings nicht zum Einsatz. Im Juni 2017 erhielt er einen bis Juni 2019 laufenden Profivertrag bei Wacker Innsbruck.
In der Saison 2017/18, in der der Verein in die Bundesliga aufstieg, stand Pribanovic zwar mehrmals im Kader der ersten Mannschaft, wurde allerdings nicht eingesetzt. In jener Saison stieg er auch mit der Zweitmannschaft in die 2. Liga auf.
Sein Debüt in der zweithöchsten Spielklasse für Wacker Innsbruck II gab er im August 2018, als er am sechsten Spieltag der Saison 2018/19 gegen den SV Lafnitz in der 51. Minute für Atsushi Zaizen ins Spiel gebracht wurde. Nach dem Zwangsabstieg von Innsbruck II aus der zweiten Liga verließ er Wacker Innsbruck nach der Saison 2018/19. Nach einem halben Jahr ohne Verein kehrte er im Februar 2020 zu den Innsbrucker Amateuren zurück. Im Juni 2020 stand er erstmals nach seiner Rückkehr wieder im Kader der ersten Mannschaft. Im April 2021 debütierte er schließlich für die Profis von Wacker. Im Juli 2021 verlängerte er seinen Vertrag in Innsbruck bis Juni 2022 und rückte wieder fest in den Profikader auf. In der Saison 2021/22 kam er bis zur Winterpause zu zwei Zweitligaeinsätzen für die Tiroler. Im Jänner 2022 wurde sein Vertrag in Innsbruck aufgelöst.
Daraufhin wechselte er im selben Monat nach Deutschland zum Regionalligisten VfB Germania Halberstadt. Für Halberstadt kam er bis zum Ende der Saison 2021/22 achtmal in der Regionalliga zum Einsatz. Zur Saison 2022/23 wechselte er weiter zum Ligakonkurrenten Chemnitzer FC. In Chemnitz konnte er sich aber nicht durchsetzen, in zwei Spielzeiten kam er zu elf Regionalligaeinsätzen. Nach der Saison 2023/24 verließ er den Verein.